# جبهة ستريزا

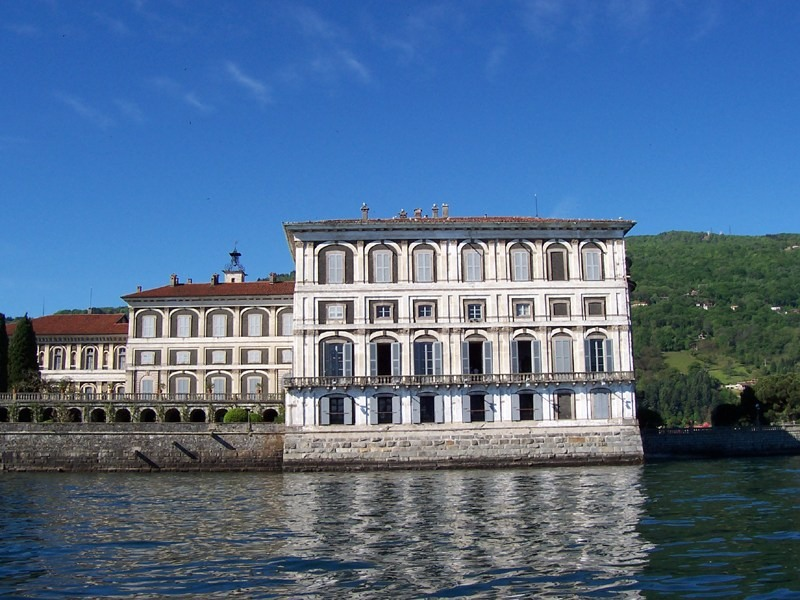

جبهة ستيريزا هي اتفاقية تمت في بلدة ستيريزا على ضفاف بحيرة ماجيوري في إيطاليا. أُبرم الاتفاق بين رئيس الوزراء الفرنسي بيير لافال ورئيس الوزراء البريطاني رامزي ماكدونالد ورئيس الوزراء الإيطالي بينيتو موسوليني في الرابع عشر من أفريل سنة 1935. أطلق عليها رسميًّا «إعلان ستيريزا الأخير». كان هدفه تأكيد معاهدات لوكارنو وإعلان أن استقلال النمسا «سيستمر في تحفيز سياساتهم المشتركة». واتفق الموقعون أيضا على مقاومة أي محاولة مستقبلية لتغيير معاهدة فرساي من طرف الألمان. سقطت جبهة ستيريزا بعد غزو إيطاليا للحبشة خلال شهرين منذ الاتفاق الأولي.